# 臨時抱佛腳
在教育上，臨時抱佛腳是一種大量用功，以期在短時間吸收大量資訊的做法。這種做法常被學生用以應付考試、尤其是馬上到來的考試。一般而言，使用這作法的學生，其目的是考試時可以回憶起足以應付那些相對粗淺的測驗問題的資訊，而非對相關科目深層結構真正內化的理解。
教育者經常反對臨時抱佛腳，而這是因為臨時抱佛腳學到的東西很難長期記得的緣故，這種現象又被稱為間隔效應；盡管如此，教育者常常還是堅持使用相對粗淺的測驗問題，而這是因為這類的問題比較容易出題、能較快速評分（因此對教育機構而言，這做法比較便宜）且這些問題本身較為客觀之故。
另外，臨時抱佛腳的人，會試著專注於學習，並忽略掉不必要的行為或習慣。
和臨時抱佛腳相比，主動學習和批判性思維是兩種強調藉由課堂討論、學習小組和個人思辨等方式以長期保持知識的學習法；而跟臨時抱佛腳和單純記憶相比，這兩種作法被認為是更有效且更能長期保持知識的學習法。
在現代前，中文就已有「臨佛腳」、「臨時抱佛腳」等用法。如明朝《喻世明言》就出現「這夥三黨之親，自從倪太守亡後，從不曾見善繼一盤一盒，歲時也不曾酒杯相及。今日大塊銀子送來，正是『閑時不燒香，急來抱佛腳』，各各暗笑，落得受了買東西吃。」的內容；清朝《鏡花緣》第十六回中，也有「不瞞二位大賢說，這叫作『臨時抱佛腳』，也是我們讀書人通病，何況他們孤陋寡聞的幼女哩。」這樣的內容。

## 普及性
在大英國協國家，臨時抱佛腳通常發生在複習周的時候，而臨時抱佛腳在這些國家又稱為swotvac或stuvac。

## 做為學習技巧
H.E. Gorst在他的《教育的詛咒》（The Curse of Education）一書中提到說「只要教育依舊是組織計畫級的填鴨的同義詞，那教育就會繼續製造平庸。」
雖然臨時抱佛腳一般是種不受認可的學習技巧，但在中學和大學生中，臨時抱佛腳變得越來越普遍。在課堂中表現良好的壓力，以及對課外活動的參與和其他責任等，使得許多學生因而選擇臨時抱佛腳。臨時抱佛腳被廣泛用做準備考試和其他基於表現的測驗的學習技巧。
臨時抱佛腳是一種大量用功，以期在短時間吸收大量資訊的做法。學生常因不良的時間分配，或試圖在考試前短時間內理解資訊之故，而被迫臨時抱佛腳。不良的時間管理通常是最後一刻臨時抱佛腳的肇因，而已有許多學習技巧，旨在幫助學生不去臨時抱佛腳，並取得成功。

## 學校表現
如何教育學生不要在最後一刻臨時抱佛腳，是教育專家和營利教育機構非常關心的一個問題。學習和教導學生能加強知識保持的學習技巧，而非為一次考試學習，在歐美是困擾大學教育顧問的一個核心議題，且這樣也給學生造成學業成就上的壓力。在理想的狀況中，學生應當及早被引介和實行正確的學習技巧，以讓學生有效地學習正向的學習機制。
根據William G. Sommer的說法，大學學生經常學著適應學校加諸給他們的時間限制，並常臨時抱佛腳以求在考試中表現良好。在他的《拖延與臨時抱佛腳：具能力的學生如何在學校系統中脫穎而出》（Procrastination and Cramming: How Adept Students Ace the System）一文中，他提到說「許多表面上適應系統的學生，在私底下強度地介入包含下述五個面向的儀式行為：經計算的拖延、準備焦慮、臨時抱佛腳的高潮、關鍵時刻截止日期的制定，及對勝利隱密甚而漠然的表現。這些具能力的學生常發現說，他們很難讓其他人介入他們有效率的學術生存計畫。」（Many students outwardly adapt to this system, however, engage in an intense and private ritual that comprises five aspects: calculated procrastination, preparatory anxiety, climactic cramming, nick-of-time deadline-making, and a secret, if often uncelebrated, victory. These adept students often find it difficult to admit others into their efficient program of academic survival.）

## 外部連結
- wikiHow上的Cramming （页面存档备份，存于）（臨時抱佛腳）
- TestTakingTips.com （页面存档备份，存于）上的Cramming Techniques （页面存档备份，存于）（臨時抱佛腳的技巧）
- 賓州大學的The dangers of cramming for exams（為了應付考試而臨時抱佛腳的危害）
- Cram My Brain （页面存档备份，存于）提供免費的臨時抱佛腳軟體和外語支援（需要Adobe Flash）